# Girolamo Donzellini
Girolamo Donzellini, o Donzellino (Orzinuovi, 1513 circa – Venezia, 1587), è stato un medico italiano.
Aderì al protestantesimo e subì diversi processi per eresia, finché nel 1587 fu condannato dall'Inquisizione veneziana alla morte mediante affogamento.

## Biografia
Girolamo fu uno dei figli di Buonamonte Donzellini, un veronese emigrato a Orzinuovi dove si era sposato e aveva avuto almeno tre figli, uno dei quali, Cornelio, si fece frate domenicano ma abbandonò l'Ordine per aderire alla Riforma protestante. Studiò con i fratelli a Orzinuovi, dove ebbero tra i maestri il francescano Michelangelo Florio, che nel 1548 fu arrestato dall'Inquisizione e poi divenne un noto pastore nei Grigioni protestanti. Si pensa così che l'adesione dei Donzellini alla Riforma sia stata molto precoce: come lo stesso Girolamo affermerà nei processi cui fu sottoposto, la casa paterna era frequentata da diversi eretici, appartenenti al clero e alla borghesia del luogo, come il libraio Giordano Ziletti e il poeta Francesco Moneta.
Donzellini studiò anche a Brescia - dove conobbe il letterato Baldassarre Cazzago - e poi all'Università di Padova, laureandosi in medicina il 28 aprile 1541 e ottenendo quello stesso anno la cattedra di teoria medica. Il prete Pietro Manelfi, un antitrinitario che poi denunciò all'Inquisizione i suoi compagni, dichiarò di aver conosciuto in questo periodo il Donzellini e di avergli visto leggere libri proibiti. Nel 1543 Donzellini lasciò l'insegnamento per trasferirsi a Roma, dove divenne medico del segretario apostolico Durante Duranti e di Giulio Della Rovere, che saranno poi cardinali, rivide Giordano Ziletti e Baldassarre Cazzago e insieme con loro, a Guido Giannetti e ad altri, si unì a quel circolo eretico che era dominato dalla figura dell'arcivescovo di Otranto Pietro Antonio Di Capua.
Uno di essi, lo spagnolo Diego de Enzinas, fu arrestato nel 1545 dall'Inquisizione e, prima di finire sul rogo, fece i nomi dei suoi amici: Donzellini fece in tempo a fuggire a Venezia. Qui continuò a esercitare la professione medica e conobbe altri protestanti, come l'ex frate benedettino Vincenzo Maggi, il letterato Ortensio Lando e l'editore Pietro Perna. Donzellini ebbe una parte nella fuga dal convento di Santa Lucia di due suore appartenenti alla nobiltà veneziana, Cecilia Morosini e Paola Marcello. Quando, nell'aprile del 1553, Vincenzo Maggi e la moglie Lucrezia Panza furono denunciati all'Inquisizione, sottraendosi però all'arresto fuggendo a Coira, in Svizzera, anche Donzellini venne coinvolto nelle indagini a causa della delazione dell'ex-amico Giordano Ziletti, che era divenuto un informatore dell'Inquisizione.
Dopo che nella perquisizione della sua casa vennero trovati libri luterani e una compromettente corrispondenza, in agosto egli fuggì da Venezia e, insieme con i Maggi, fu condannato in contumacia il 16 dicembre. Le notizie sul Donzellini riferiscono di suoi trasferimenti a Ferrara nel 1554, presso la corte della duchessa Renata, poi a Padova e di qui in Germania, a Tubinga, dove vide Pietro Paolo Vergerio, l'ex-vescovo di Capodistria che aveva fatto la sua scelta nel campo protestante. A Basilea incontrò l'editore Perna e l'umanista Theodor Zwinger di Basilea, mentre cercava appoggi influenti che gli permettessero di rientrare in Italia senza pericolo.
Il maggiore di questi fu certamente l'arciduca e prossimo imperatore Ferdinando d'Asburgo che nel 1555 si prodigò per il suo ritorno presso il nunzio pontificio Zaccaria Dolfin e il doge di Venezia Lorenzo Priuli. Finalmente, nell'estate del 1560 otteneva garanzie di poter tornare a Venezia e il 12 novembre si presentò spontaneamente di fronte all'Inquisizione per chiarire la propria posizione. Durante il processo il Donzellini si difese adducendo la giustificazione che, in quanto uomo che frequentava una quantità di persone delle quali non conosceva le opinioni in materia di religione, che per la sua professione doveva leggere una quantità di libri di varia natura e contenuto e che, infine, qualche idea eretica gli era stata trasmessa dal fratello Cornelio, ormai deceduto, ma che il suo stesso ritorno a Venezia dimostrava l'ortodossia della sua fede.
La sentenza, emessa il 4 febbraio 1561 dopo che egli ebbe comunque abiurato, lo condannò a un anno di reclusione nel convento dei Santi Giovanni e Paolo. Ottenne tuttavia diversi permessi per curare i propri affari e si garantì un impiego da precettore dei figli del nobile Leonardo Mocenigo. Nel dicembre era già libero e si trasferì a Verona, dove si sposò e tornò a esercitare la professione medica. Ne 1574 Donzellini finì nuovamente sotto processo inquisitoriale a Verona, e fu trasferito a Venezia. Non sono note le precise accuse a suo carico ma, sottoposto a tortura, confessò di essere stato un luterano fin dalla gioventù e che la sua abiura di tredici anni prima non era stata completamente sincera, anche se ribadì di essere già allora tornato all'ortodossia cattolica.
Abiurò nuovamente e il 9 giugno 1575 il tribunale dell'Inquisizione lo condannò al carcere a vita. Fu provvisoriamente scarcerato nel 1576 perché, in qualità di medico, si adoperasse contro l'epidemia di peste che allora imperversava a Venezia, e il 19 aprile 1577 da Roma arrivò l'ordine della sua liberazione. Nella sua casa veneziana gli fu affidato, perché lo curasse e insieme lo custodisse, un anziano letterato di Ferrara, Nascimbene Nascimbeni il quale era stato suo compagno nel carcere di San Giovanni in Bragora perché condannato in quanto seguace dell'eretico Giorgio Siculo.
Il Nascimbeni fuggì però il 10 luglio 1578 e Donzellini fu nuovamente accusato di complicità o almeno di negligenza. Fu condannato a una multa e gli fu proibito l'esercizio della professione medica. L'ultima notizia che lo riguarda è il nuovo processo cui fu sottoposto a Venezia nel 1587. Aveva pubblicamente dichiarato di leggere libri luterani: arrestato, a motivo dei suoi precedenti non poté evitare la condanna a morte, e Donzellini fu affogato nella laguna alla fine del marzo del 1587.

## Opere
- Themistii Euphradae philosophi peripatetici orationes octo, Vindobonae 1550, traduzione dal greco.
- Collectio nonnullorum operum Montani cura excussa in duplici volumine, Lutetiae, 1556.
- Epistola ad Petrum Andream Matthiolum adversus invidos et blaterones, Lugduni, 1564.
- De natura, causis et legitima curatione febris pestilentis, Venetiis, Borgominieri, 1570.
- Libri de natura, causis et legitima curatione febris pestilentis in quibus etiam de theriacae natura ac viribus disputatur apologia per Eudoxum Philalethem edita adversus Thessali Zoili oppugnationes, Venetiis, Bocchino, 1571.
- Eudoxi Philalethis adversus calumnias et sophismata cuiusdam personati qui se Evandrophilacten nominavit. Apologia, Veronae, S. dalle Donne, 1573.
- Epistolae principum rerum publicarum ac sapientium virorum ex graecis et latinis historiis, Venetiis, Ziletti, 1574.
- Brevis quaedam defensio contra nonnullos asserentes pudendorum inflammationem non esse pestis signum, 1576.
- Discorso nobilissimo e dottissimo preservativo et curativo della peste, Venezia, Gobi da Salo, 1577.
- Commentarius de peste doctissimus et accuratissimus, Norimbergae, C. Gerlach & haeredum Johannis Montani, 1583.
- Remedium ferendarum iniuriarum sive de compescenda ira, Venetiis, Ziletti, 1586.